# Camino Navarro
Il Cammino Navarro (in spagnolo Camino Navarro, in basco Nafar bidea) è una delle ramificazioni del Cammino di Santiago di Compostela. Inizia dalla stele di Gibilterra (Xibaltarreko hilarria in basco), a Uhart-Mixe, nel Paese basco settentrionale, e termina al ponte romanico di Puente la Reina, in Navarra, dove si unisce al Camino Francés. In particolare, le località attraversate sono:
- Uhart-Mixe, prima località in Francia
- Ostabat
- Saint-Jean-Pied-de-Port, ultima località in Francia
- Roncisvalle
- Bizkarreta
- Larrasoaña
- Zubiri
- Pamplona
- Puente la Reina